# Tomas von Brömssen
Tomas Birger von Brömssen (Göteborg, 8 maggio 1943) è un attore svedese, primo vincitore del premio Guldbagge come miglior attore non protagonista nel 1995.

## Biografia
Nato in una famiglia di artisti, nel 1965 fa domanda di iscrizione alla Scuola di recitazione di Göteborg, ma non viene accettato. L'anno successivo ottiene l'ammissione all'omologo istituto di Malmö, dove si diploma nel 1969. Attore teatrale di rilievo nazionale, ottiene visibilità con la partecipazione alla serie televisiva Albert & Herbert che ottiene grande successo in patria. 

## Filmografia

### Cinema
- Mannen från Mallorca, regia di Bo Widerberg (1984)
- La mia vita a quattro zampe (Mitt liv som hund), regia di Lasse Hallström (1985)
- Ormens väg på hälleberget, regia di Bo Widerberg (1986)
- Passioni proibite (Lust och fägring stor), regia di Bo Widerberg (1995)
- Christmas oratorio - Oratorio di Natale (Juloratoriet), regia di Kjell-Åke Andersson (1996)
- Il mondo di Sophie (Sofies verden), regia di Erik Gustavson (1999)
- Kronjuvelerna, regia di Ella Lemhagen (2011)
- Sune - Best Man, regia di Jon Holmberg (2019)

### Televisione
- Albert & Herbert (1976-1979)
- Il caso (Fallet) (2017-)

### Doppiaggio
- Ariel in La tempesta di Shakespeare (Resan till Melonia), regia di Per Åhlin (1989)

## Riconoscimenti
- Guldbagge
  - 1987 - Candidato a miglior attore per Ormens väg på hälleberget
  - 1995 – Miglior attore non protagonista per Passioni proibite
  - 2020 - Candidato a miglior attore non protagonista per Sune - Best Man